# Doživotí
Doživotí je výjimečný trest odnětí svobody, který si vězeň odpykává ve vězení až do konce svého života.

## Doživotí v Česku
Doživotí je v Česku nejvyšším možným trestem (trest smrti od roku 1990 není praktikován, v roce 1991 byla přijata mezinárodní úmluva o právu každého člověka na život a v roce 2010 byl zakázán ústavně). Uložit jej lze pouze pachateli, který spáchal zvlášť závažný zločin vraždy, nebo který při spáchání zvlášť závažného zločinu obecného ohrožení, vlastizrady, teroristického útoku, teroru, genocidia, útoku proti lidskosti, použití zakázaného bojového prostředku a nedovoleného vedení boje, válečné krutosti, perzekuce obyvatelstva nebo zneužití mezinárodně uznávaných a státních znaků úmyslně způsobil smrt člověka. Za trestný čin vraždy jej však lze udělit pouze, pokud je vražda spáchána na dítěti mladším patnácti let, těhotné ženě, dvou a více osobách, opětovně, zvláště trýznivým nebo krutým způsobem, za účelem finančního zisku nebo zatajení důkazů nebo za vraždu úřední osoby nebo svědka. A jen tehdy, pokud je spáchaný zločin mimořádně závažný vzhledem k zvlášť zavrženíhodnému způsobu provedení nebo k zvlášť zavrženíhodné pohnutce anebo k zvlášť těžkému a těžko napravitelnému následku, přičemž jeho uložení vyžaduje účinná ochrana společnosti, případně dle psychologů není naděje, že by pachatele bylo možno napravit výjimečným trestem odnětí svobody nad 20 až do 30 let. V praxi se doživotí ukládá zejména za brutální nebo vícenásobnou vraždu.
Psychologové určují, zdali je u dotyčného možná resocializace (náprava). Pokud ano, dostane dotyčný nižší trest, pokud je resocializace nulová, nebo problematická, může dostat doživotí. Někteří vězni svůj doživotní úděl neunesou a pokusí se o sebevraždu, nejčastěji oběšením (např. Kevin Dahlgren, Lumír Moric, Stanislav Večeřa) případně podřezáním (Viktor Kalivoda).
Doživotně odsouzený člověk však nemusí za mřížemi strávit celý svůj život. Po 20, ve výjimečných případech až po 30 letech (soud může při vynesení rozsudku totiž stanovit, že do této doby se nezapočítává prvních 10 let strávených ve věznici se zvýšenou ostrahou, neboť přeřadit vězně odsouzeného na doživotí do věznice s mírnějším režimem je možné nejdříve po uplynutí 10 let) od odsouzení si může požádat o podmíněné propuštění. Žádost pak projedná soud. Pokud se odsouzenec ve vězení skutečně napravil, může být propuštěn. Pokud však ani po tak dlouhé době nejeví známky nápravy či lítosti, může být jeho žádost zamítnuta. Současná praxe je taková, že podmíněné propuštění doživotně odsouzených se jeví spíše jen jako teoretická možnost, protože soudy takové žádosti většinou zamítají.
Dosud jediným podmíněně propuštěným doživotně odsouzeným je František Müller, který však nebyl k doživotí odsouzen za vraždu, ale za účast na přepadení klenotníka v Německu, při kterém fyzicky nikomu neublížil a tento trest mu byl uložen podle mnohem přísnějšího německého práva (jeho komplic, který klenotníka střelil do hlavy, byl v Česku odsouzen na 13,5 roku nepodmíněně).

## Doživotí v zahraničí

### Spojené státy americké
V USA je doživotní trest obecně uplatňován ve velmi hojné míře. Zákony se liší stát od státu. Obecně se doživotní trest uplatňuje pro širokou škálu trestných činů, od vraždy až po krádež a přechovávání návykových látek, např. marihuany. V některých státech, např. v Kalifornii, platí tzv. three strikes laws („třikrát a dost“), kdy za třetí závažný trestný čin („felony“) je automaticky trest doživotí.
V USA je také rozšířen doživotní trest bez možnosti podmíněného propuštění. V roce 2012 si v USA trest doživotí odpykávalo 159 tis. pachatelů, z toho 49 tis. bez možnosti podmíněného propuštění. Rovněž ale mnoho nedoživotních rozsudků přesahuje dobu lidského života.
Ačkoli USA nejsou jedinou zemí na světě, která umožňuje doživotní trest pro trestné činy spáchané mladistvými, jsou jedinou zemí, která tento trest v současnosti uplatňuje. Podle údajů organizace Human Rights Watch bylo v roce 2011 v amerických věznicích 2 589 doživotních vězňů bez možnosti podmíněného propuštění, kteří trestný čin spáchali jako mladiství.
Zatímco v Česku může být obžalovaný odsouzen (i souhrnně) pouze k jednomu doživotnímu trestu, v USA může být uloženo více konsekutivních doživotních trestů. Např. americký sériový vrah Gary Ridgway, který byl odsouzen k 49 doživotním trestům, si může zažádat o podmíněné propuštění až za 480 let.

### Norsko
Nejvyšší trest odnětí svobody v Norsku je 21 let s možností prodloužení trestu (forvaring), což byl také trest, který dostal terorista Anders Breivik.

### Nový Zéland
Na Novém Zélandu je trest odnětí svobody na doživotí za vraždu automaticky povinným trestem s výjimkou případů, kdy by to bylo dle tamních zákonů „evidentně nespravedlivé“, čímž se v praxi myslí vražda se souhlasem oběti nebo vražda v důsledků předchozího zločinu poškozeného (například po dlouhodobém týrání). Nový Zéland byl označen za druhou nejbezpečnější zemi na světě, ročně zde je 45 vražd, což je třikrát méně než v Česku (ovšem při polovičním počtu obyvatel, než má Česko). Rovněž jsou zde děti trestně odpovědné za vraždu od deseti let. Na Novém Zélandu se rovněž ukládá trest odnětí svobody na doživotí za únosy letadel, terorismus a obchodování s drogami ve velkém množství.

### Brazílie
V Brazílii trest odnětí svobody na doživotí ani trest smrti není možný a jedná se o zemi s největším množstvím vražd ročně. V roce 2017 zde bylo zavražděno zhruba 65,5 tisíce lidí. I při narůstajícím počtu obyvatel počet vražd v následujících dvou letech výrazně klesal a v roce 2019 bylo obětí cca 45,5 tisíce.

## Seznam vězňů odsouzených na doživotí v Česku
Ke konci roku 2024 bylo v Česku celkem 48 doživotně odsouzených vězňů, z toho tři ženy. Doživotně odsouzení vězni jsou umístěni ve věznicích Valdice, Mírov, Karviná, Opava (jen ženy). Doživotně odsouzení muži přeřazení z režimu zvýšené ostrahy do ostrahy jsou umístěni ve věznicích Rýnovice a Horní Slavkov.
| Jméno                          | období páchání trestné činnosti    | počet prokázaných obětí | počet dalších možných obětí | počet přeživších obětí | poznámky | současná věznice                            |
| ------------------------------ | ---------------------------------- | ----------------------- | --------------------------- | ---------------------- | --- | ------------------------------------------- |
| Vladimír Ščuka                 | 1975                               | 0                       | 2                           |                        | V roce 1975 byl vzat do vazby a v roce 1980 pravomocně odsouzen k trestu smrti později změněnému na doživotí za vraždu dvou sousedek. V roce 1990 byl po obnově řízení zproštěn obžaloby a propuštěn. Vyšlo totiž najevo, že přiznání bylo vynuceno násilím. | zproštěn obžaloby                           |
| Vladimír Bayer                 | 16. ledna 2001                     | 1                       |                             |                        | Zavraždil svou neteř. | Valdice                                     |
| Oto Biederman                  | 1993–1996                          | 5                       |                             |                        | Patřil k takzvanému kolínskému gangu. | Rýnovice                                    |
| Čchiou Liang-Čang              | říjen 1999                         | 3                       |                             | 1                      | Zavraždil své čínské krajany. |                                             |
| Ludvík Černý                   | 1991–1993                          | 6                       |                             | 1                      | Byl členem gangu orlických vrahů. Na motivy jejich případu byl natočen film Sametoví vrazi. | Horní Slavkov                               |
| Alexandr Dřímal                | před rokem 1997                    | 2                       |                             |                        | Železnou tyčí utloukl svou družku a jejího třináctiletého syna. |                                             |
| Jaroslav Malý                  | říjen 1986                         | 3                       | 1                           |                        | Po svém propuštění z vězení, kde strávil 30 měsíců za dva zločiny násilného charakteru, se rozhodl pomstít společnosti jednou vraždou za každých deset měsíců svého „nespravedlivého“ trestu. Během října 1986 tak usmrtil výstřelem do hlavy trojici náhodných obětí. Za svůj čin byl odsouzen k trestu smrti, který mu byl později změněn na doživotí. Ve vězení pak spáchal sebevraždu. | †                                           |
| Jaroslava Fabiánová            | 1981–2003                          | 4                       |                             |                        | Za vraždy dvou mužů byla již dříve odsouzena. | Opava                                       |
| Michael Galéz                  | 10. srpna 2011                     | 3                       |                             |                        | Ubodal v Mukařově tři lidi z rodiny muže, který začal chodit s jeho bývalou přítelkyní Klárou. | Mírov                                       |
| Stanislav Večeřa               | 28. července 1995                  | 1                       |                             |                        | Zavraždil osmiletou dívku. Zemřel 15. února 1996 ve věznici Mírov, spáchal sebevraždu. | †                                           |
| Ondrej Gažik                   | 28. února a 3. května 1990         | 4                       |                             |                        | Vrah důchodců. Své oběti ubil předměty, které si donesl na místo činu nebo je tam našel. Používal též rány pěstí a dupání na ležící oběti. Dva napadení zemřeli až několik dní po útoku. | Karviná                                     |
| Jiří Robeš                     | 1990                               | 1                       |                             |                        | Zavraždil devatenáctiletého vojáka. | †                                           |
| František Čermák               | 1990                               | 0                       | 2                           |                        | Přibližně v roce 1992 byl vzat do vazby a v roce 1995 pravomocně odsouzen za vraždu bývalé přítelkyně a jejího přítele. Na základě nových důkazů zpochybňujících věrohodnost klíčového svědka bylo řízení obnoveno a v roce 1998 byl zproštěn obžaloby a propuštěn. | zproštěn obžaloby                           |
| Zdeněk Maleček                 | 1996                               | 1                       |                             |                        | Surově ubodal ženu k smrti. Zemřel 16. září 2006 ve věznici Mírov, spáchal sebevraždu. | †                                           |
| Jaroslav Hejna                 | září 2003                          | 3                       |                             |                        | Ze zištných důvodů zavraždil 3 lidi. Těla prvních 2 obětí mu pomohl odklidit jeho kamarád Marek Dohnal. Původně byl odsouzen k trestu 25 let vězení. | Mírov                                       |
| Vladimír Herbrych              | prosinec 1985, duben 2000          | 2                       |                             |                        | Zavraždil starou ženu a svoji matku. Zemřel v březnu 2024 v pardubické věznici. | †                                           |
| Sohibek Juldašbajev            | 29. února 2008                     | 1                       |                             | 2                      | Zavraždil prostitutku. |                                             |
| František Müller               | 1995                               | 1                       |                             | 1                      | V Německu se pokusil zabít klenotníka, který utrpěl průstřel hlavy. V roce 1998 mu německé soudy uložily za pokus o vraždu doživotí. Dne 31. srpna 2018 byl jako historicky první doživotně odsouzený v Česku podmíněně propuštěn. Část trestu vykonal v německém Straubingu a posledních 9 let pak ve věznici v Horním Slavkově.                                                          | podmíněně propuštěn                         |
| Robert Tempel                  | 20. srpna 2001                     | 0                       | 2                           |                        | Recidivista odsouzený za dvojnásobnou vraždu. Po zásahu ESLP byl zproštěn obžaloby a 20. října 2021 propuštěn. Ve vězení byl 20 let, avšak většinu z toho po právu za loupeže. | zproštěn obžaloby                           |
| Jiří Kajínek                   | 30. května 1993                    | 2                       |                             | 1                      | Jeden z nejznámějších doživotně odsouzených vězňů. Podle rozsudku zastřelil podnikatele a postřelil jeho bodyguarda. Dne 23. května 2017 mu byla prezidentem republiky udělena milost. | omilostněn                                  |
| Viktor Kalivoda                | 13.–16. října 2005                 | 3                       |                             |                        | Zastřelil dva muže a jednu ženu. Znám jako "lesní vrah". Zemřel 26. září 2010 ve věznici ve Valdicích, spáchal sebevraždu. | †                                           |
| Ján Kasan                      | březen–květen 2007                 | 1                       |                             | 1                      | Jednu důchodkyni uškrtil, druhou znásilnil. | Valdice                                     |
| Václav Schejbal                | 2002                               | 1                       |                             |                        | Zavraždil sousedku | †                                           |
| Pavel Záruba                   | 2003                               | 1                       |                             |                        | Zavraždil stopařku. | Valdice                                     |
| Dušan Kazda                    | 22. října 2002                     | 1                       |                             | 1                      | Zavraždil pětasedmdesátiletého faráře Cyrila Vrbíka. | Heřmanice                                   |
| Dušan Kotlár a František Kováč | 16. března a 4. dubna 1990         | 1                       |                             |                        | Zavraždili ženu v domě pečovatelské služby. Kováč v roce 1994 spáchal ve vězení sebevraždu. | Mírov (Kotlár) a † (Kováč)                  |
| Josef Kott a Michael Kutílek   | 2.–3. května 1990                  | 4 spolu, 1 Kutílek      |                             | 1                      | Jsou považováni za první sériové vrahy v polistopadové historii Česka. Kutílek zemřel 15. března 2017 ve vězeňské nemocnici. | Horní Slavkov (Kott) a † (Kutílek)          |
| Juraj Kučerák                  | květen-červen 1993                 | 3                       |                             |                        | Zavraždil svého strýce a další dva muže. | Karviná                                     |
| Stanislav Lacko                | 1999                               | 1                       |                             |                        | Utloukl k smrti ženu. | †                                           |
| Ivan Lázok                     | 31. července 1991                  | 1                       |                             |                        | Ubodal ženu, kterou se pokusil znásilnit. | Mírov                                       |
| Luboš Miko                     | 17. srpna 2010                     | 1                       |                             | 2                      | Zavraždil taxikáře. | Valdice                                     |
| Radim Odehnal                  | 2009                               | 1                       |                             |                        | Zavraždil muže v Brně, jeho ostatky poté spálil. Mezitím brutálně znásilňoval jeho partnerku. | Valdice                                     |
| Marián Rafael                  | 8. února 2008                      | 1                       |                             |                        | Upálil muže v kontejneru. |                                             |
| Ivan Roubal                    | 1991 nebo 1992–1994                | 5                       | 3                           | 1                      | Jeden z nejznámějších sériových vrahů v polistopadové historii Česka. Zavraždil pět lidí, další tři oběti se nepodařilo nalézt. Zemřel 29. června 2015 ve věznici v Karviné na rakovinu. | †                                           |
| Robert Schnajger               | 31. října 2007                     | 1                       |                             |                        | Brutálně zavraždil svoji přítelkyni 65 bodnými ranami nožem. |                                             |
| Josef Schottenhammel           | září 2000                          | 1                       |                             | 1                      | Zavraždil dvacetiletou dívku a pokusil se uškrtit 53letou ženu. | Valdice                                     |
| Michal Semanský                | 2009–2012                          | 3                       |                             |                        | Uškrtil svého strýce, pak dalšího příbuzného a zavřel do skříně ženu, kde se udusila. | Valdice                                     |
| Miloslav Sláma                 | 2002–2003                          | 3                       |                             | 4                      | Zavraždil tři důchodkyně. | †                                           |
| Jaroslav Steinbauer            | 2003–2004                          | 2                       |                             |                        | Zavraždil dvě ženy, za obě vraždy byl odsouzen nejprve jednotlivě. |                                             |
| Jaroslav a Dana Stodolovi      | 2001–2003                          | 8                       |                             | 2                      | Podle počtu dokázaných obětí nejhorší čeští sérioví vrazi současnosti. Zavraždili osm lidí, převážně seniorů. | Horní Slavkov (Stodola) a Opava (Stodolová) |
| Antonín Novák                  | 4. května 2008                     | 1                       |                             |                        | Zavraždil devítiletého chlapce. |                                             |
| Miroslava Kukačková            | 1997                               |                         |                             |                        | Objednala si vraždu manžela. Zemřela 20. dubna 2008 ve Fakultní nemocnici Brno. | †                                           |
| Jan Uhljar                     | 3. října 1997                      | 2                       |                             |                        | Zavraždil kladivem svého syna a přítelkyni. | Znojmo                                      |
| Jiří Šouta                     | únor 1991                          | 1                       |                             |                        | Bodl do hrudi policistu. | Rýnovice                                    |
| Miroslav Szettey               | 6. července 2011                   | 1                       |                             |                        | Ubodal svou bytnou. | Valdice                                     |
| Miloslav Širůček               | 22. listopadu 2004                 | 3                       |                             |                        | Zastřelil svého otce, matku a bratra. | Rýnovice                                    |
| Bohumil Vacík                  | 1994 a 1995                        | 4                       | 1                           |                        | V roce 1994 zabil v Sokolově strážného a o rok později zavraždil tři členy vietnamské rodiny. Mezi nimi i šestileté dítě a těhotnou ženu. Jedna vražda mu nebyla dokázána. |                                             |
| Martin Vlasák                  | 15. května 1998                    | 2                       |                             | 1                      | Zavraždil taxikáře a pumpaře. | Mírov                                       |
| Tomáš Vít                      | 29. února 2012                     | 2                       |                             |                        | Brutálně zavraždil dva seniory. K doživotnímu trestu byl odsouzen ve svých 19 letech a je tak nejmladší doživotně odsouzený. | Valdice                                     |
| Zdeněk Vocásek                 | leden-duben 1987                   | 2                       |                             | 1                      | Původně odsouzen k trestu smrti za vraždu dvou mužů; s příchodem sametové revoluce rozsudek změněn na doživotí. | Bělušice                                    |
| Petr Zápotocký                 | říjen 2003                         | 1                       |                             |                        | Zavraždil důchodkyni, její tělo bylo nalezeno roku 2006. | Valdice                                     |
| Petr Zelenka                   | květen–září 2006                   | 7                       | 14                          | 10                     | Byl znám také jako Heparinový vrah, zavraždil sedm lidí. Jeho příběh byl inspirací pro román Vraždy ze závisti, na jehož základě vznikl film Hodinu nevíš… | Valdice                                     |
| Jaroslav Zezula                | 1995                               | 2                       |                             |                        | Zavraždil dva důchodce. | Mírov                                       |
| Romana Zienertová              | 2. září 2011                       | 4                       |                             |                        | Zavraždila své děti při pokusu o rozšířenou sebevraždu. V pokusu zabít i sebe jí zabránila policejní hlídka. | Opava                                       |
| Lumír Moric                    | 28. února 2013                     | 2                       |                             |                        | Zastřelil se svými komplici manželský pár. Zemřel 29. srpna 2016 ve věznici ve Valdicích, spáchal sebevraždu. | †                                           |
| Jiří Mlíka                     | 21. února 2012                     | 1                       |                             |                        | Uškrtil tělesně postiženou důchodkyni. |                                             |
| Pavel Poupa                    | září 2010                          | 1                       |                             | 1                      | Ubil bezdomovce, k vraždě se přiznal v dopise, který poslal policistům z vězení, kde si odpykával 18 let za pokus o vraždu. | Valdice                                     |
| Pavel Peca                     | 19. května 1993                    | 3                       |                             |                        | Ubil sekerou svoji manželku a dvě dcery. Zemřel 24. května 2012 ve vězeňské nemocnici. | †                                           |
| Rudolf Fian a Tomáš Křepela    | září 2012–2013                     | 50 známých              | desítky                     |                        | Dopustili se obecného ohrožení v Metanolové aféře. | Mírov (Fian) a Valdice (Křepela)            |
| Michael Šváb a Libor Skopalík  | 2011–2013                          | 2                       | 1                           |                        | Odsouzeni za únosy podnikatelů. | oba Valdice                                 |
| Kevin Dahlgren                 | 22. května 2013                    | 4                       |                             |                        | Zavraždil své příbuzné v Brně-Ivanovicích. Zemřel 11. ledna 2018 ve věznici ve Valdicích, spáchal sebevraždu. | †                                           |
| David Virgulák                 | 2014                               | 3                       |                             |                        | Třemi taxikáři, které si postupně zastavil v Praze, se vždy nechal odvézt na odlehlé místo, kde je zastřelil a okradl. Tyto peníze měl poté použít na nákup drog. | Valdice                                     |
| David Brožovský                | 2007                               | 1                       |                             |                        | V Irsku znásilnil a zavraždil matku dvou dětí. Trest si odpykává v Česku. | Valdice                                     |
| Karel Šťovíček                 | 1998; 25. července – 5. srpna 2020 | 3                       |                             |                        | Uškrtil dvě ženy na Turnovsku. Již dříve byl odsouzen za spoluúčast na vraždě důchodce. | Mírov                                       |
| Zdeněk Konopka                 | 8. srpna 2020                      | 11                      |                             |                        | Kvůli řešení rodinných neshod se rozhodl pomstít své manželce, která se odstěhovala k synovi. Na benzínové stanici zakoupil 2 lahve benzínu, pomocí kterého zapálil vchodové dveře synova bytu v 11. patře, kde zrovna probíhala narozeninová oslava. Přímo v bytě zemřelo 6 osob, dalších 5 nepřežilo skok z okna.                                                                        |                                             |
| Pavel Nárožný                  | 2009                               | 2                       | 1                           |                        | Odsouzen za přípravu vraždy tety a vraždu macechy a otce, jejichž těla se nikdy nenašla. Původně byl odsouzen k trestu 25 let vězení. | Mírov                                       |
| Jiří Dvořák                    | 2021                               | 1                       |                             | 2                      | Zastřelil úřednici, bývalou kolegyni poleptal kyselinou a nastraženým výbušným systémem zranil policistu. | Karviná                                     |
| Marek Protivánek               | 29. dubna 2022                     | 3                       |                             | 1                      | Ubodal svého otce, bratra a sestru, kteří chtěli, aby opustil jejich společný dům a začal pracovat. Nejmladší, sedmnáctiletou, sestru ušetřil. |                                             |
| Adolf Hlubik                   | 1983; 20. května 2022              | 2                       |                             |                        | Třináctkrát soudně trestaný recidivista, který při loupežném přepadení zastřelil pracovnici olomoucké herny a v roce 1983 zavraždil spoluvězně. Nejstarší doživotně odsouzený. |                                             |
| Alexandr Klempar               | 24. srpna 2023                     | 1                       |                             | 1                      | Ubodal přítelkyni a pokusil se zavraždit její kamarádku. |                                             |